# Riedelia geminiflora
Riedelia geminiflora är en enhjärtbladig växtart som beskrevs av Theodoric Valeton. Riedelia geminiflora ingår i släktet Riedelia och familjen Zingiberaceae. Inga underarter finns listade i Catalogue of Life.